# Palaiseau
Palaiseau este un oraș în Franța, sub-prefectură a departamentului Essonne, în regiunea Île-de-France, la sud-est de Paris. 

## Educație
- École nationale supérieure de techniques avancées
- École polytechnique
- Institut d'optique Graduate School

1. ↑  French National Directory of Representatives, accesat în 15 martie 2019
2. ↑  répertoire géographique des communes, accesat în 26 octombrie 2015
3. ↑  dataset of postal codes in France, 1 octombrie 2018